# Loesels Rauke
Loesels Rauke (Sisymbrium loeselii) ist eine Pflanzenart aus der Gattung Rauken (Sisymbrium) und gehört in die Familie der Kreuzblütengewächse (Brassicaceae). Sie ist in den kontinentalen Bereichen der gemäßigten Breiten Europas, West- und Zentralasiens weitverbreitet und in Mitteleuropa ein Neophyt.

## Beschreibung

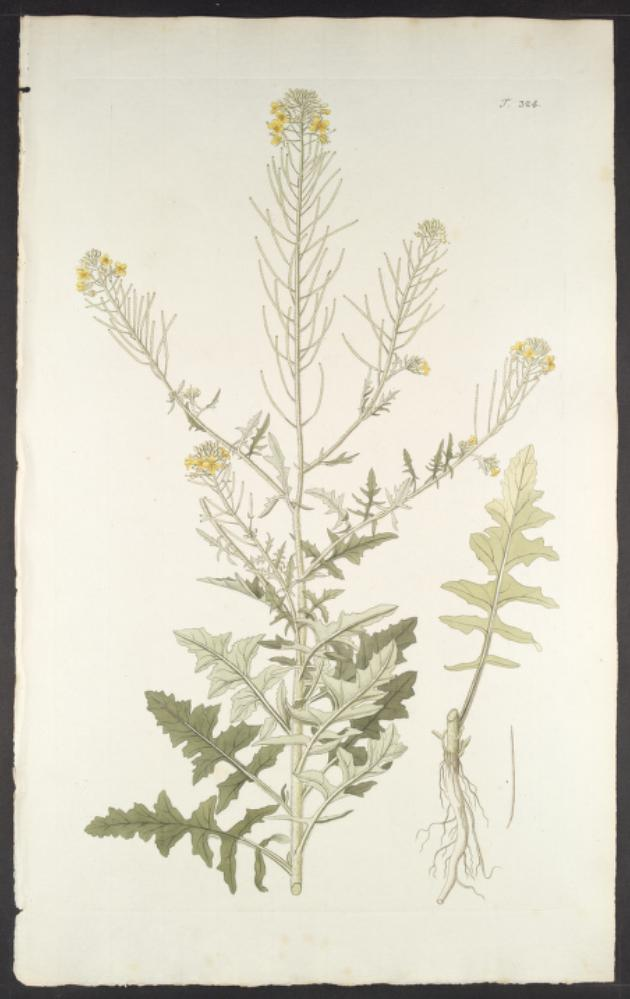
Illustration

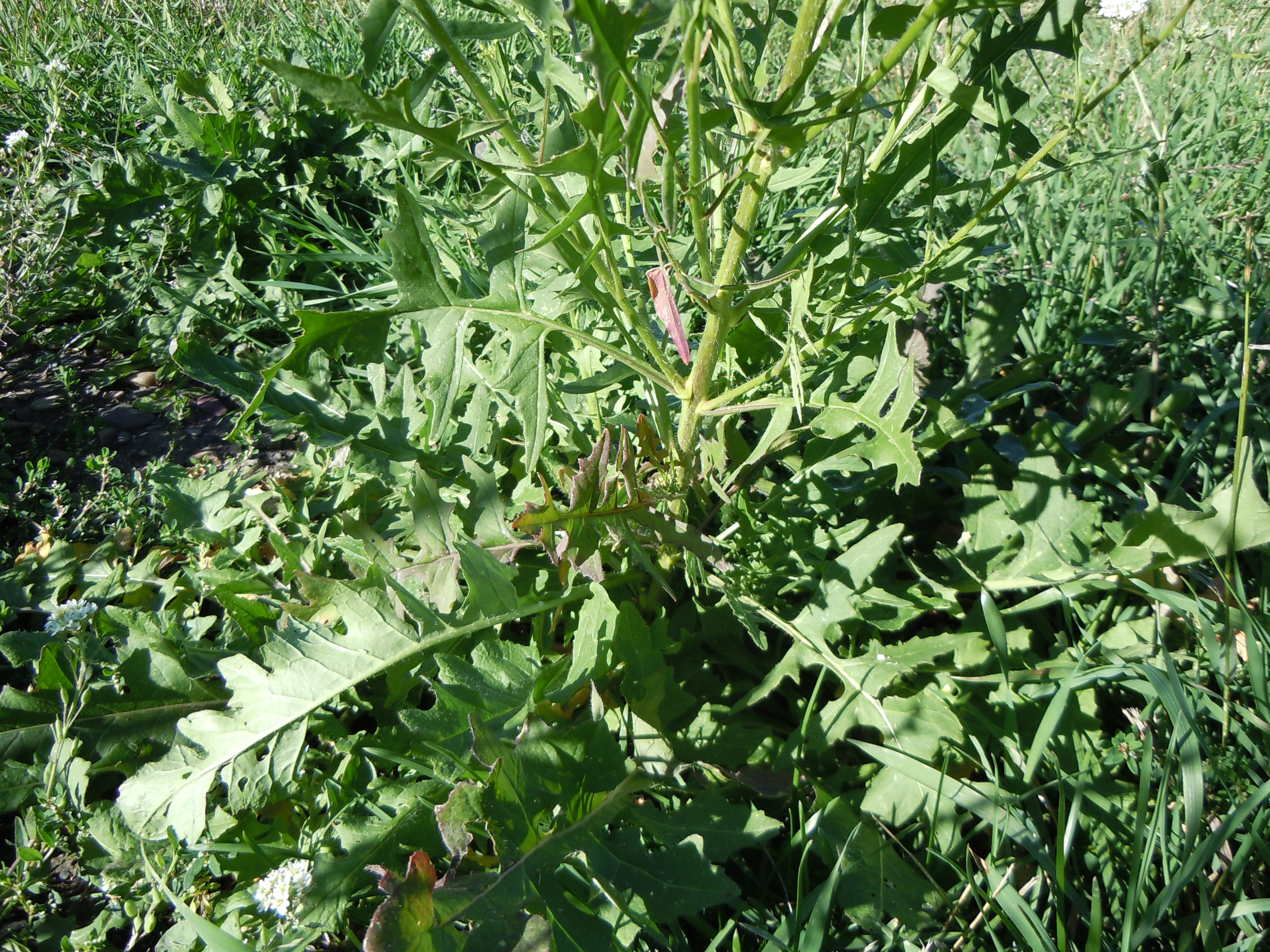
Stängel und Laubblätter

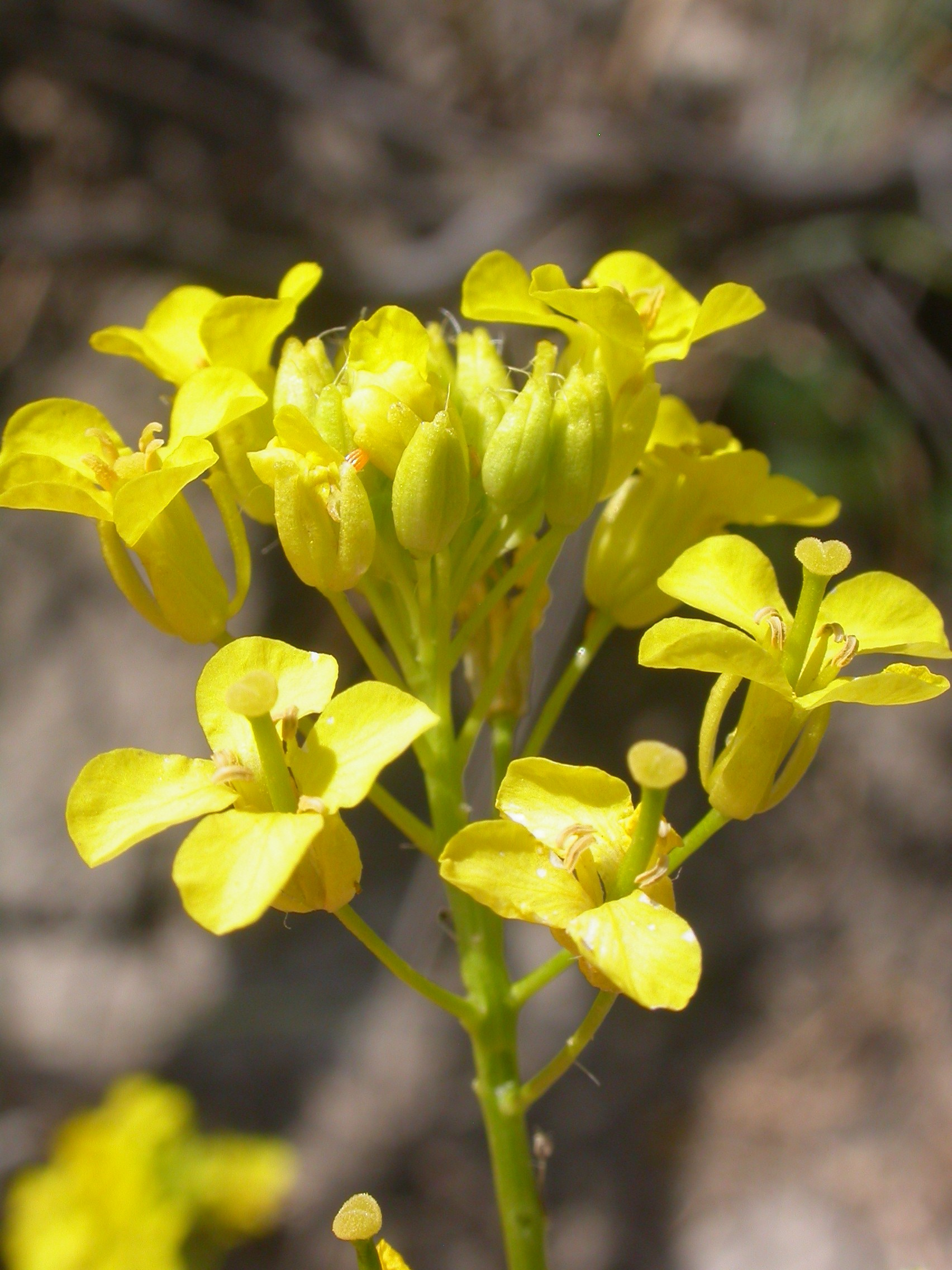
Oberster Bereich eines schirmtraubigen Blütenstandes mit den vierzähligen Blüten, deutlich erkennbar ist der Stempel mit der zweilappigen Narbe.

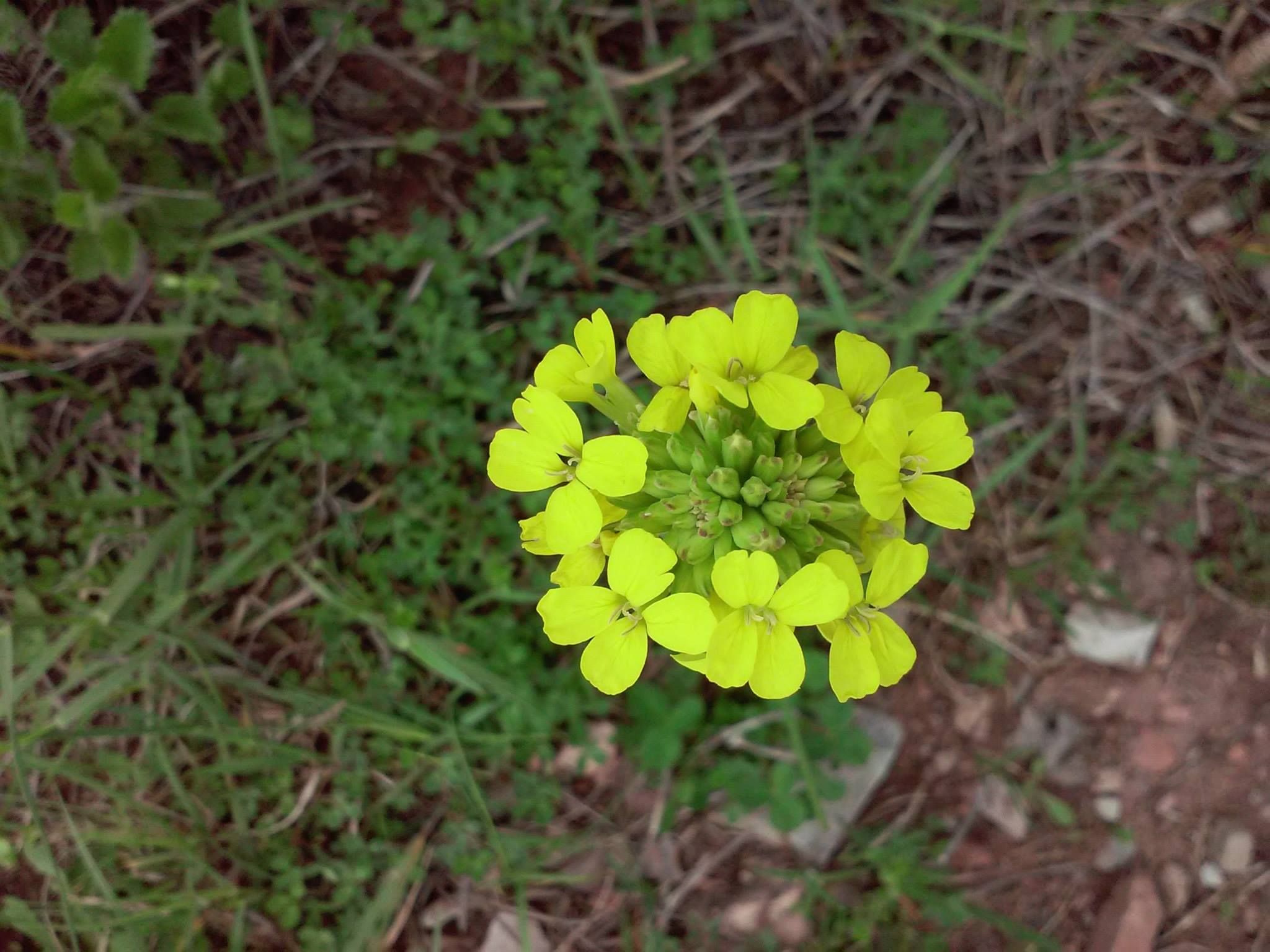
Schirmtraubiger Blütenstand von oben

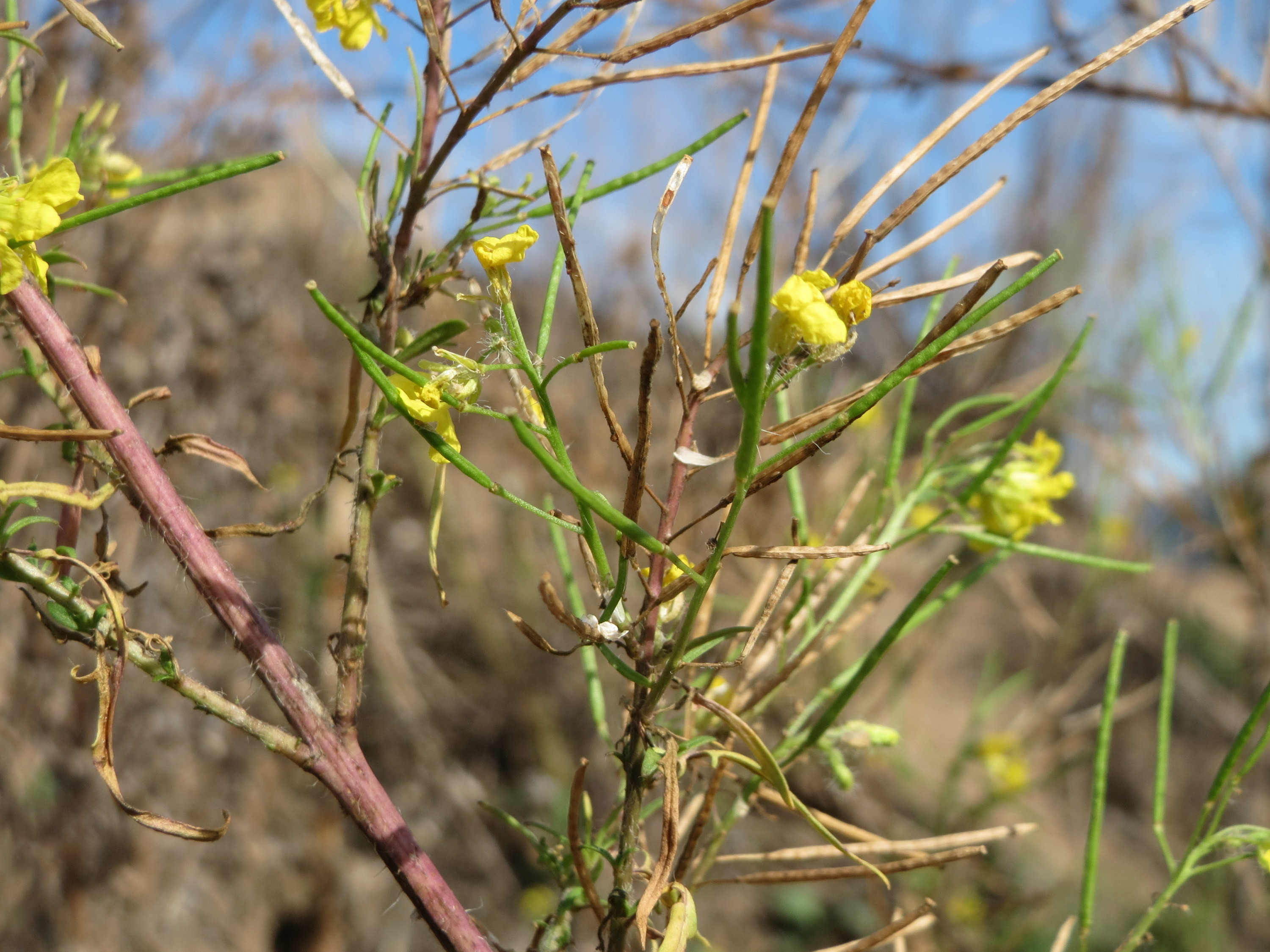
Schoten

### Erscheinungsbild und Laubblatt
Loesels Rauke wächst als ein- (winterannuelle) bis zweijährige krautige Pflanze und erreicht Wuchshöhen von meist 35 bis 120 (20 bis 175) Zentimetern. Sie bildet eine dünne Pfahlwurzel. Der aufrechte Stängel ist im oberen Bereich verzweigt. Er ist besonders im unteren Teil dicht rau behaart mit zurückgebogenen Trichomen, im oberen Bereich meist kahl. 
Die behaarten Laubblätter sind in grundständigen Rosetten und wechselständig am Stängel verteilt angeordnet. Die 1 bis 4 (selten bis zu 5) Zentimeter lang gestielten Grundblätter besitzen eine im Umriss breit verkehrt-lanzettliche Blattspreite mit einer Länge von 2,5 bis 8 (1,5 bis 12) Zentimetern und einer Breite von 2 bis 5 (1 bis 7) Zentimetern, die schrotsägeförmig- bis leierförmig-fiederspaltig ist, mit auf jeder Seite der Mittelrippe ein bis vier ganzrandigen oder gezähnten Abschnitten und einem großen, dreieckigen, oft spießförmigen Endabschnitt. Die obersten nur kurz bis kaum erkennbar gestielten Stängelblätter sind mit einer Breite von bis zu 1,5 Zentimetern viel kleiner als die Grundblätter und besitzen einen glatten oder gezähnten Blattrand. 

### Blütenstand/Fruchtstand
Die Blütezeit reicht je nach Standort von Mai bis September, oder sogar bis Anfang November. Der anfangs schirmtraubige, später durch Streckung der Blütenstandsachse traubige Blütenstand enthält 50 bis 100 Blüten, bei der Fruchtreife ist der Fruchtstand dann bis zu 30 (selten bis zu 40) Zentimeter lang.

### Blüte
Die zwittrigen, vierzähligen Blüten weisen einen Durchmesser von 6 bis 8 Millimetern auf. Die vier aufsteigenden Kelchblätter sind länglich mit einer Länge von 3 bis 4 Millimetern und einer Breite von 1 bis 1,5 Millimetern. Die vier gelben Kronblätter sind 6 bis 8 Millimeter lang und  2 bis 3 Millimeter breit, spatelförmig mit einem Nagel der mit einer Länge von 2,5 bis 3,5 Millimetern fast gleich lang wie die Kelchblätter ist. Die sechs Staubblätter bestehen aus einem 3 bis 4,5 Millimeter langen, aufrechten, gelblichen Staubfaden und einem 0,6 bis 1,5 Millimeter langen, länglichen bis eiförmigen Staubbeutel. Der unauffällige, gedrungene Griffel ist 0,3 bis 0,7 Millimeter lang und endet in einer deutlich zweilappigen Narbe. Jeder Fruchtknoten enthält 40 bis 60 Samenanlagen.

### Frucht und Samen
Die Früchte reifen zwischen Juni und Oktober. Die spreizend abstehenden oder aufsteigenden, (0,5 bis) 0,8 bis 1,2 (bis 1,5) Zentimeter langen, schmalen Fruchtstiele sind dünner als die Früchte. Die jungen Früchte überragen die Blüten nicht. Die gekrümmten oder geraden Schoten sind schmal linealisch mit einer Länge von 2 bis 3,5 (1,5 bis 5) Zentimetern und einem Durchmesser von 0,9 bis 1,1 Millimetern und mehr oder weniger stielrund. Die zwei fast häutigen Klappen besitzen drei Nerven und sind oft kahl. Das Septum ist durchscheinend. Die (15 bis) meist 25 bis 30 reifen Samen zeichnen sich als schwach perlschnurartiges Muster auf den Klappen ab. Die braunen Samen sind bei einer Länge von 0,7 bis 1 Millimetern sowie einem Durchmesser von 0,5 bis 0,6 Millimetern länglich-ellipsoid mit etwas papillöser Oberfläche.

### Chromosomenzahl
Loesels Rauke ist diploid mit einer Chromosomenzahl von 2n = 14.

## Vorkommen
Loesels Rauke ist in den kontinentalen Bereichen der gemäßigten Breiten Europas, West- und Zentralasiens weit verbreitet. Als natürliche Heimatgebiete werden angegeben: das östliche Österreich, die ehemalige Tschechoslowakei, Ungarn, das ehemalige Jugoslawien, Rumänien, Bulgarien, das nördliche Griechenland, Belarus, Ukraine, Russland, Türkei, Georgien, Armenien, Aserbaidschan, Irak, Iran, Afghanistan, Kasachstan, Kirgisistan, Tadschikistan, Turkmenistan, Usbekistan, das chinesische Xinjiang, der Indische Subkontinent sowie drei Fundorte im nördlichen Saudi-Arabien.
Sie ist in klimatisch entsprechenden Gebieten Nordamerikas eingebürgert. In Mitteleuropa werden natürliche Vorkommen in Ungarn, im böhmischen Elbgebiet und im Wiener Becken vermutet. Von ihrem natürlichen Verbreitungsgebiet aus hat Sisymbrium loeselii ihr Verbreitungsgebiet seit dem 17. Jahrhundert nach Mitteleuropa erweitert. Sie ist heute im östlichen Mitteleuropa verbreitet bis häufig, ansonsten zerstreut bis selten zu finden.
Sie siedelt oft gesellig in lückigen Unkrautfluren, an Schutt- und Müllplätzen, auf Mauern, an Wegen und Dämmen, auf nährstoffreichen Böden. Als Pionierpflanze bevorzugt sie Licht- und Sommerwärme. Sie ist in Mitteleuropa eine Charakterart des Verbandes Sisymbrion, der annuelle Ruderalgesellschaften in gemäßigt warmem Klima umfasst. Speziell ist sie eine Charakterart des Sisymbrietum loeselii, kommt aber auch im Hordeetum murini vor.
Die ökologischen Zeigerwerte nach Landolt et al. 2010 sind in der Schweiz: Feuchtezahl F = 2 (mäßig trocken), Lichtzahl L = 4 (hell), Reaktionszahl R = 4 (neutral bis basisch), Temperaturzahl T = 4 (kollin), Nährstoffzahl N = 4 (nährstoffreich), Kontinentalitätszahl K = 5 (kontinental).

## Systematik
Die Erstveröffentlichung von Sisymbrium loeselii erfolgte 1755 durch Carl von Linné in Centuria I. Plantarum, S. 18 (1755). Das Artepitheton loeselii ehrt den deutschen Arzt und Botaniker Johannes Loesel (1607–1655), der diese einwandernde Art 1654 in Danzig fand. Synonyme für Sisymbrium loeselii L. sind: Crucifera loeselii (L.) E.H.L.Krause, Erysimum loeselii (L.) Rupr., Erysimum loeselii Farw., Hesperis loeselii (L.) Kuntze, Leptocarpaea loeselii (L.) DC., Nasturtium loeselium (L.) Krause, Norta loeselii (L.) Rydb., Sisymbrium decipiens Bunge, Sisymbrium glabratum Stapf ex O.E.Schulz, Sisymbrium loeselii var. brevicarpum C.H.An, Sisymbrium turcomanicum Litv., Turritis loeselii (L.) R.Br.